# Isola White (arcipelago di Ross)
L'isola White è un'isola situata nella parte nord-occidentale della Dipendenza di Ross, in Antartide. In particolare l'isola, che fa parte dell'arcipelago di Ross, si trova subito a nord della scogliera Minna, a sud dell'isola di Ross e a ovest dell'isola Black, da cui la divide lo stretto di White, davanti alla parte meridionale della costa di Scott. Completamente circondata dai ghiacci della barriera di Ross e della piattaforma McMurdo, quest'isola raggiunge la massima altezza con la vetta del monte Nipha, a 762 m s.l.m., ed è costituita, data la sua natura vulcanica, da due vulcani a scudo con i relativi coni piroclastici. Utilizzando il metodo di datazione al potassio-argon è stato possibile datare più giovani delle rocce vulcaniche presenti sull'isola a 170 000 anni fa.

## Storia
L'isola White fu avvistata per la prima volta nel giugno 1902, nel corso della spedizione Discovery, condotta dal 1901 al 1904 al comando di Robert Falcon Scott. Il nome le fu dato proprio da Scott in virtù del bianco ("white" in inglese) manto di neve che la ricopre.

## Conservazione
Nel 2008, una porzione di 142 km² della piattaforma glaciale che circonda le coste nord-occidentale e nord-orientale dell'isola è stata dichiarata Area Specialmente Protetta dell'Antartide (codice ASPA 137) poiché ospita una colonia di foche di Weddell.